# Ана Харламенко
Ана Харлампиевна Харламенко (на румънски: Ana Harlamenco) е молдовска журналистка и политик от гагаузки произход, председател на Народното събрание на Гагаузия (2008).

## Биография
Ана Харламенко е родена на 15 юли 1960 година в град Комрат, Молдова. През 1976 година завършва гимназия в Комрат. Завършва Института по изкуствознание „Гаврил Музическу“ в Кишинев (1979 – 1983), а по-късно специализира журналистика в Международната академия по икономика и право (1996 – 1998).
След дипломирането си работи като журналист, кореспондент на вестник „Ленинско слово“ (1984 – 1989). С появата на сепаратистки тенденции в Гагаузия, Ана Харламенко става директор на телевизионния канал „Găgăuz TV“ (1990 – 2000). В периода от 2001 до 2006 година е преподавател в Комратския държавен университет. През 2007 година е избрана за най-добър журналист на Молдова. През 2008 година е избрана за председател на Народното събрание на Гагаузия.